# Winter's Bone
Winter's Bone és una pel·lícula estatunidenca de 2010 dirigida per Debra Granik i protagonitzada per Jennifer Lawrence. El guió, de Debra Granik i Anne Rosellini, està basat en la novel·la homònima de Daniel Woodrell.
La pel·lícula, que va ser rodada a Branson i a Forsyth, al sud de Missouri, va rebre diversos premis i va estar nominada als Oscars en quatre categories.
D'acord amb les respostes de l'autor de la novel·la, la paraula bone (os) del títol significa un petit regal o "benedicció", com a la frase to «throw someone a bone» (llençar-li un os a algú). El títol també pot tenir a veure amb una expressió dels Apalatxes, «like a dog digging after a winter's bone» (com un gos que cava en cerca d'un os a l'hivern), referint-se a algú que cerca quelcom i no es rendeix.

## Argument
Ree Dolly (Jennifer Lawrence) és una adolescent que, amb només 17 anys, es fa càrrec de la seva mare discapacitada i els seus dos germans petits, Sonny i Ashlee. La família és pobra i reben l'ajuda dels veïns, fins que un dia el xèrif els anuncia que el pare ha de presentar-se al judici properament si no volen perdre la casa i el terreny que l'envolta, als boscos d'Ozark, ja que el pare l'havia presentada per a poder obtenir la llibertat condicional. Ree comença una angoixant recerca per tal de trobar el seu pare, un conegut fabricant de metamfetamines, i anirà descobrint coses sobre aquest i endinsant-se en el món sòrdid i perillós que envolta la xarxa de crim local per tal d'aconseguir salvar la casa, l'única cosa que té la família per a sobreviure. Gràcies a la seva perseverança, l'ajuda del seu oncle Teardrop (John Hawkes) i un cop de mà inesperat la noia aconseguirà sortir-se'n de les situacions i assolir el seu objectiu.

## Repartiment
- Jennifer Lawrence: Ree
- John Hawkes: Teardrop, oncle de Ree
- Garret Dillahunt: xèrif Baskin
- William White: Blond Milton
- Sheryl Lee: April
- Kevin Breznahan: Little Arthur
- Isaiah Stone: Sonny Dolly, germà de Ree
- Ashlee Thompson: Ashlee, germana de Ree
- Valerie Richards: Connie
- Shelley Waggener: Sonya, veïna de Ree
- Lauren Sweetser: Gail
- Cody Shiloh Brown: Floyd
- Cinnamon Schultz: Victoria
- Casey MacLaren: Megan
- Dale Dickey: Merab
- Tate Taylor com a Mike Satterfield, el bondsman
- Sheryl Lee com a April

## Premis i nominacions

### Premis Oscar
| Any  | Categoria              | Receptor/s                  | Resultat   |
| ---- | ---------------------- | --------------------------- | ---------- |
| 2010 | Millor pel·lícula      |                             | Candidata  |
| 2010 | Millor actriu          | Jennifer Lawrence           | Candidata  |
| 2010 | Millor actor secundari | John Hawkes                 | Candidat   |
| 2010 | Millor guió adaptat    | Debra Granik Anne Rosellini | Candidates |

### Premis Globus d'Or
| Any  | Categoria               | Receptor/s        | Resultat  |
| ---- | ----------------------- | ----------------- | --------- |
| 2010 | Millor actriu dramàtica | Jennifer Lawrence | Candidata |

### Altres
- C.I.C.A.E. i "Tagesspiegel" per a Debra Granik, en el Festival Internacional de Cinema de Berlín
- Gran Premi del Jurat per a Debra Granik i Premi Waldo Salt de guió per a Debra Granik i Anne Rosellini, en el Festival de Cinema de Sundance